# Jacques Bellenger
Jacques Bellenger (Amiens, 25 de dezembro de 1927 – Épagny, 24 de outubro de 2020) foi um ciclista francês que representou a França nos Jogos Olímpicos de Verão de 1948 em Londres, onde competiu na corrida de velocidade.